# Pascoea torricelliana
Pascoea torricelliana là một loài bọ cánh cứng trong họ Cerambycidae.